# 용 노래
《용 노래》(龍うた)는《용과 같이: OF THE END》와 《용과 같이 5: 꿈을 이루는 자》의 예약특전으로 부속한, 시리즈의 미니게임 ‘가라오케’의 베스트 선곡 CD. 어느쪽에도 ‘용의 노래~’(龍うた〜) 뒤에 이하의 제목이 붙는다. 즉, 게임 내에서는 풀버전이 수록되지 않았으며, 풀버전을 들을 수 있는 것은 CD뿐이 되고 있다. 또, 수록곡 중에는 주인공들이 동시에 추임새를 넣은 〈○○ -정열적이야 전원 집합 mix-〉 와 같은 이 CD 한정 스페셜 트랙도 있다.

## 용과 같이 KARAOKE BEST SELECTION
《용과 같이: OF THE END》의 예약특전으로 등장. 총 16곡.

### 수록곡
1. 소녀 빛깔 my life [Full Spec Edition](乙女色my life ［Full Spec Edition］) / 사와무라 하루카(쿠기미야 리에)
  - 작사: 호리이 료스케 / 작곡: 쇼지 히데노리
2. MachineGun Kiss [Full Spec Edition] / 키류 카즈마(쿠로다 타카야)
  - 작사: 호리이 료스케 / 작곡: 후쿠다 유리
3. rain drops [Full Spec Edition] / 하나(히라노 아야)
  - 작사: 호리이 료스케 / 작곡: 후쿠다 유리
4. GET TO THE TOP! [Full Spec Edition] / 사와무라 하루카(쿠기미야 리에)
  - 작사: 호리이 료스케 / 작곡: 쇼지 히데노리
5. 카무로 순애가 [Full Spec Edition](神室純恋歌 ［Full Spec Edition］) / 아키야마 슌(야마데라 코이치), 하나(히라노 아야)
  - 작사: 호리이 료스케 / 작곡: 후쿠다 유리
6. rain drops (Remix OF THE END) / 하나(히라노 아야)
  - remixed by 83key
7. GET TO THE TOP! (Remix OF THE END) / 마지마 고로(우가키 히데나리)
  - remixed by 83key
8. 카무로 순애가 [간사이의 용](神室純恋歌 ［関西の龍 Special Edition］) / 고다 류지(이와사키 마사미), 하나(히라노 아야)
9. GET TO THE TOP! -정열적이야 전원 집합 mix-(GET TO THE TOP! -情熱的だよ全員集合mix-) / 사와무라 하루카(쿠기미야 리에) feat.열정 올 스타즈
  - remixed by 호리이 료스케, 후쿠다 유리
10. 카무로 설월화 (Original mix)(神室雪月花 （Original mix）) / 키류 카즈마(쿠로다 타카야)
  - 작사 · 작곡: 쇼지 히데노리
11. 소녀 빚깔 my life (Karaoke)
12. MachineGun Kiss (Karaoke)
13. rain drops (Karaoke)
14. GET TO THE TOP! (Karaoke)
15. 카무로 순애가 (Karaoke)
16. 카무로 설월화 (Karaoke)

## 용과 같이 5 THE BEST SONGS SELECTION
《용과 같이 5: 꿈을 이루는 자》의 예약 특전으로 등장. 총 15곡.
2020년에는 본작에 수록된 노래 〈바보 같이〉(일본어: ばかみたい, 바카미타이)를 이용한 인터넷 밈이 유행했다. 이 밈은 2017년 유튜브에 올라온 작품 '용과 같이' 팬들의 '바보 같이' 립싱크 영상에서 유래했다. 2020년 7월에야 트위터의 한 사용자가 이 동영상을 이용해 딥페이크 프로그램으로 편집하는 밈으로 미국에서 유행하기 시작했으며 대한민국으로도 타고 들어와 유행하기 시작했다. 대한민국에서는 "다메다메"로 잘 알려져 있다.

### 수록곡
1. KONRAN하잖아!(KONNANじゃないっ! ［Full Spec Edition］) / 사와무라 하루카(쿠기미야 리에), T-SET(시라이시 료코, 노나카 아이)
  - 작사: 호리이 료스케 / 작곡: ZENTA
2. loneliness loop [Full Spec Edition] / 사와무라 하루카(쿠기미야 리에), T-SET(시라이시 료코, 노나카 아이)
  - 작사: 호리이 료스케 / 작곡: ZENTA
3. 그대는 있기 때문에 [Full Spec Edition](キミハイルカラ ［Full Spec Edition］) / 사와무라 하루카(쿠기미야 리에), T-SET(시라이시 료코, 노나카 아이)
  - 작사: 호리이 료스케 / 작곡: 후쿠야마 미츠하루
4. 바보 같이 [Full Spec Edition](ばかみたい ［Full Spec Edition］) / 사에지마 타이가(코야마 리키야)
  - 작사: 호리이 료스케 / 작곡: 후쿠야마 미츠하루
5. ring [Full Spec Edition] / 리쿠(카네코 유키), 호노카(시카노 준)
  - 작사: 호리이 료스케 / 작곡: ZENTA
6. Rouge of Love [Full Spec Edition] / 카구야(요시하라 나츠키), 시온(미즈시로 레나)
  - 작사: 호리이 료스케 / 작곡: 아오키 치히로
7. GET TO THE TOP! [Full Spec Edition] / 오사키 히나타(사토 아케미)
  - 작사: 호리이 료스케 / 작곡: 쇼지 히데노리
8. MachineGun Kiss [Full Swing Edition] / 시나다 타츠오(모리카와 토시유키)
  - 작사: 호리이 료스케 / 작곡: 후쿠다 유리
9. 바보 같이 [Sky Finance Edition](ばかみたい ［Sky Finance Edition］) / 아키야마 슌(야마데라 코이치)
  - 작사: 호리이 료스케 / 작곡: 후쿠야마 미츠하루
10. KONRAN하잖아! -정열적이야 전원 집합 mix-(KONNANじゃないっ! -情熱的だよ全員集合mix-) / 사와무라 하루카(쿠기미야 리에) feat.열정 올 스타즈
  - Remix by 호리이 료스케, 아오키 치히로
11. 바보 같이 [Taxi Driver Edition] (ばかみたい ［Taxi Driver Edition］) / 키류 카즈마(쿠로다 타카야)
  - 작사: 호리이 료스케 / 작곡: 후쿠야마 미츠하루
12. KONNAN하잖아! (Karaoke)
13. loneliness loop (Karaoke)
14. 그대는 있기 때문에 (Karaoke)
15. 바보 같이 (Karaoke)